# Nacaeus rufopiceus
Nacaeus rufopiceus är en skalbaggsart som beskrevs av Ulrich Irmler 2003. Nacaeus rufopiceus ingår i släktet Nacaeus och familjen kortvingar. Inga underarter finns listade i Catalogue of Life.